# Ocaso de un pistolero
Ocaso de un pistolero es una película de Rafael Romero Marchent del año 1965, lo que supuso su debut como director de cine. Está protagonizada por Craig Hill, y pertenece al subgénero del spaghetti western.

## Argumento
El sheriff Robert mata por accidente al hijo de uno de los pistoleros de la ciudad. Ante tamaño escándalo, el pistolero intentará vengarse raptando así al hijo del sheriff.